# Andreas Spira

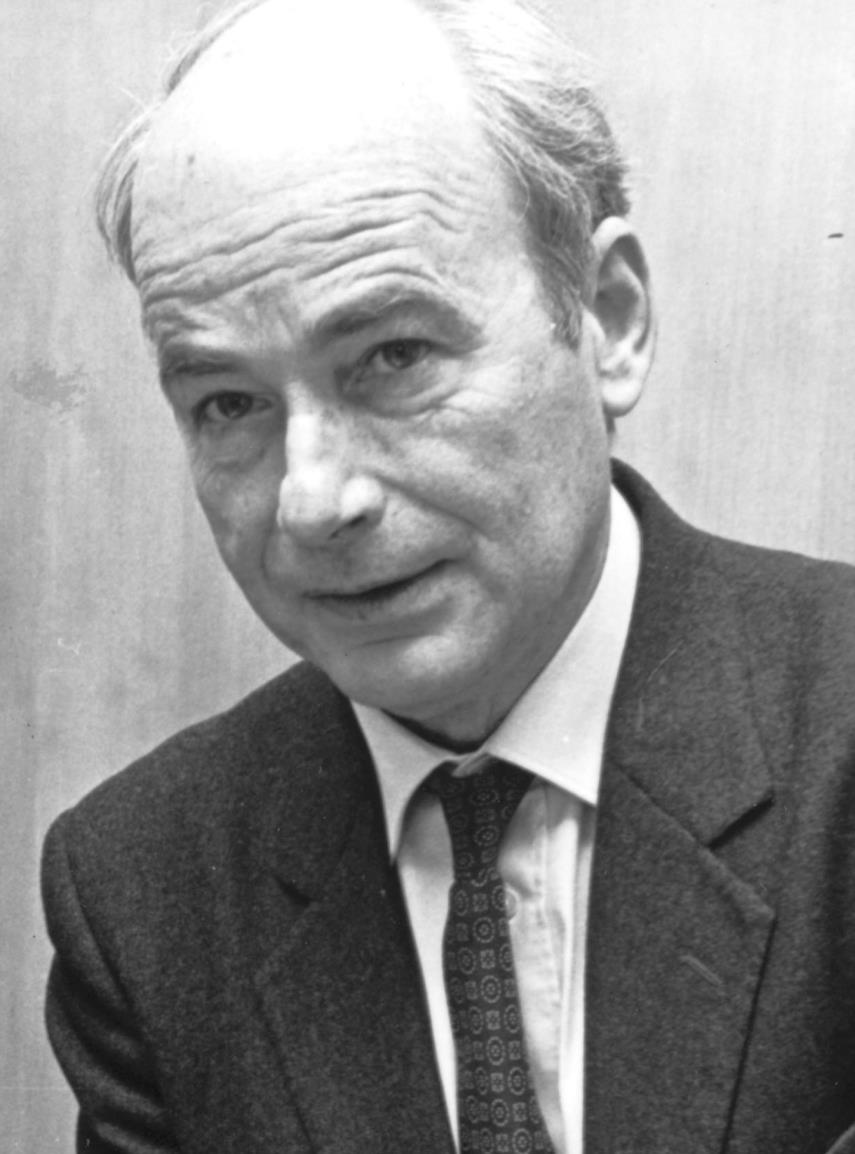
Andreas Spira aufgenommen von Axel Stephan, Universitätsarchiv Mainz

Andreas Spira (* 29. Dezember 1929 in Königsberg; † 18. Mai 2004 in Mainz) war ein deutscher Klassischer Philologe.

## Leben und Wirken
Andreas Spira, der Sohn des Anglistikprofessors Theodor Spira (1885–1961), wuchs in Königsberg und in Frankfurt am Main auf. Er studierte Klassische Philologie an den Universitäten zu Freiburg, München, Oxford und Frankfurt, wo er 1957 bei Harald Patzer und Hermann Langerbeck zum Dr. phil. promoviert wurde.
Die akademische Laufbahn führte Spira zur jungen Universität Mainz, wo er ab 1959 als Assistent arbeitete. 1967 habilitierte er sich, 1972 wurde er zum Professor ernannt und wirkte bis zu seiner Pensionierung 1995 am Mainzer Seminar für Klassische Philologie.
In seiner Forschungsarbeit vereinte Spira philologische und religionswissenschaftliche Ansätze. Er beschäftigte sich hauptsächlich mit der griechischen Literatur, besonders mit Homer, Platon, der Tragödie und mit den Kirchenvätern. In seiner 1960 erschienenen Dissertation untersuchte er die ethisch-religiöse Dimension der Tragödie. Dieser Ansatz wurde von der damaligen Fachöffentlichkeit weitgehend ignoriert, weil er der herkömmlichen Forschung nicht entsprach. Erst seit den 1980er Jahren setzt sich die Fachöffentlichkeit intensiv mit Spiras Thesen auseinander.
Im Bereich der Patristik beschäftigte sich Spira hauptsächlich mit dem Kirchenschriftsteller Gregor von Nyssa. Er nahm an mehreren internationalen Kolloquien und Tagungen teil, für die er auch beratend tätig war. Im Rahmen der Gregor-Edition arbeitete er bis an sein Lebensende an seiner Ausgabe der Schrift De anima et resurrectione, die jedoch erst postum erscheinen konnte.

## Schriften (Auswahl)
- Untersuchungen zum Deus ex machina bei Sophokles und Euripides. Lassleben, Kallmünz 1960 (Dissertation, Universität Frankfurt am Main, 1957).
- Leidenschaft und Vernunft im Denken der Griechen. Dooshisha Daigaku Shuppanbu, Kyoto 1995, ISBN 4-924608-42-4.
- Kleine Schriften zu Antike und Christentum: Menschenbild – Rhetorik – Gregor von Nyssa (= Patrologia. Bd. 17). Hrsg. von Hubertus R. Drobner. Lang, Frankfurt am Main u. a. 2007, ISBN 978-3-631-56172-0.
- Gregorii Nysseni De anima et resurrectione (= Opera dogmatica minora. Pars III). Edidit Andreas Spira. Post mortem editoris praefationem accurate composuit Ekkehardus Mühlenberg. Brill, Leiden/Boston 2014, ISBN 978-90-04-12242-0.